# 恋のグンギンナイト
『恋のグンギンナイト』は、1979年（昭和54年）にリリースされる予定であった日本のロックバンド・近田春夫&ハルヲフォンのラストシングルである。未発売に終わった。

## 概要
本シングル表題曲『恋のグンギンナイト』は、当時、近田春夫がレギュラー出演していた『近田春夫のオールナイトニッポン』（火曜2部: 1977年10月 - 1979年3月、金曜1部: 1979年4月 - 同年9月）の放送中で、バンドメンバーの高木英一とともに、何度も執拗に歌っていた曲である。同番組中で、「売れ線」を思い切り狙った楽曲である、これをシングル発売する、と近田はアナウンスしていたが、実現には至らなかった。本シングルが発売されなかったことで、結果的に前作の『きりきりまい』（1978年）が最後のシングルとなった。
バンドメンバー・恒田義見の回想によれば、同曲は、メンバーがビリヤードをしながら愛唱した楽曲であり、近田の作詞作曲した楽曲というよりも、同世代の深層心理の幻影がかたちになったものだという。また、同曲のエッセンスには、守屋浩のヒット曲『夜空の笛』（作詞・作曲浜口庫之助、日本コロムビア、1962年/昭和37年）と、『エチオピア国歌』として当時の日本に流布されていた俗謡があったとのこと。
この通称『エチオピア国歌』は、当時あるいはかつてのエチオピアが国歌と定めていた楽曲とも、現在の同国が1992年（平成4年）に国歌と定めた『親愛なる聖エチオピア』ともまったく無関係である。日本北方に存在する大学の或る同好会で長年歌い継がれてきた歌だということまでは判明しているが、それがどのようにして生まれたのか、なぜ『エチオピア国歌』と称されるようになったのかは不明である。唐沢俊一は、日本の大正期の芸術運動「MAVO」がこの歌の成立に関与しているのではないかという説がある、と紹介した。
タイトルの「グンギン」は、当時ハルヲフォン内で流行っていた言い回しのようである。用例1：「何考えてたんだろう俺達？本人達の前でグンギンにいってたんだからな。」、用例2：「ハルオチャーン！ヨシミサーン！なんてキャピキャピ、グンギンな感じに変わって行ったんだ。」
この楽曲は、40年以上を過ぎた2023年においても発表されていない。

## 収録曲
1. 恋のグンギンナイト
  - 作詞・作曲・編曲近田春夫
2. （未定）
  - 作詞・作曲・編曲（未定）

## 註
1. ↑  「オールナイトニッポンのパーソナリティ一覧」の項の記述を参照。
2. ↑  「きりきりまい」の項の記述を参照。
3. 1 2  “Rock’nRoll Mｙ Waｙ ⑥ ハルヲフォン１ - 鼓曲萬来”. goo blog. 2024年1月25日閲覧。
4. ↑  “エチオピア国歌と称される歌 - 鼓曲萬来”. goo blog. 2024年1月25日閲覧。
5. ↑  テレビ番組『探偵!ナイトスクープ』（朝日放送）の2004年9月17日放送分での唐沢俊一の発言から。

JANESニュースレターNo.22 (2015)  柘植洋一  エチオピア国歌をめぐって

https://www.janestudies.org/wp-content/uploads/2018/files/JANES22_Tsuge.pdf
6. ↑  “Rock'n Roll My Way ⑩ ハルヲフォン５ - 鼓曲萬来”. goo blog. 2024年1月25日閲覧。
7. ↑  “Rock'n Roll My Way ⑧ ハルヲフォン３ - 鼓曲萬来”. goo blog. 2024年1月25日閲覧。